# Heidi Handorf

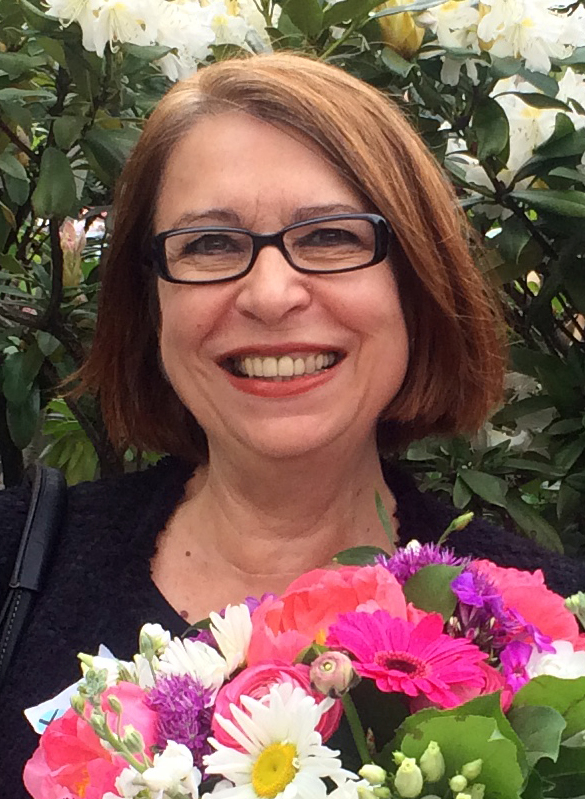
Heidi Handorf im Mai 2017

Heidi Handorf (* 5. Februar 1949 in Uetersen, Schleswig-Holstein), ist eine deutsche Filmeditorin. Sie zählte in den 1980er Jahren insbesondere durch ihre Zusammenarbeit mit den Regisseuren Edgar Reitz (12 Filme) und Reinhard Hauff (6 Filme) zu den bedeutenden Editorinnen des westdeutschen Films. Weitere enge Partnerschaften entstanden ab den 1990er Jahren mit Matti Geschonneck (10 Filme) und Oliver Storz (4 Filme).
In ihrer 40-jährigen Laufbahn war Heidi Handorf bei über 80 langen Kino- und Fernsehfilmen für die Montage verantwortlich; dazu kommen noch fast 50 Episoden diverser Fernsehserien, wie z. B. Neues aus Uhlenbusch. Zu ihren wichtigen Arbeiten fürs Kino zählen unter anderem Stammheim (Regie: Reinhard Hauff), der 1986 den Goldenen Bären der Berlinale gewann; das österreichische Anschluss-Drama 38 – Auch das war Wien (Regie: Wolfgang Glück), welches 1987 für den Oscar als  bester fremdsprachiger Film nominiert war; und die Kinofassung zu Kaspar Hauser (Regie: Peter Sehr), welche 1994 mit dem Deutschen Filmpreis (Filmband in Gold) ausgezeichnet wurde. Ihre herausragendste Montageleistung ist die 1984 erschienene 11-teilige Fernsehreihe Heimat – Eine deutsche Chronik von Edgar Reitz, welche zahlreiche Preise erhielt, unter anderem den Adolf-Grimme-Preis.

## Leben und Werk

### Ausbildung
Heidi Handorf begann 1968 eine Fotografenlehre in Elmshorn, die sie mit Gesellenbrief abschloss. 1969 kam sie ans Kopierwerk Geyer in Hamburg, wo sie unter anderem Lichtbestimmung erlernte. Ab 1970 absolvierte sie eine Ausbildung zur Schnittassistentin & „Jungcutterin“ bei der Neue Deutsche Wochenschau GmbH. Zu dieser Ausbildung gehörte auch Negativschnitt, Musik anlegen, Vertonung. Handorfs erste eigene Schnitt-Arbeiten erfolgten 1972 im Bereich Werbung, als Festangestellte einer Münchner Produktionsfirma. Seit dieser Zeit lebt sie in München.

### Schnittassistenz und Script/Continuity
Ab 1973 arbeitete Heidi Handorf als Freiberuflerin und wurde bald Schnittassistentin bei bedeutenden Kinofilmen wie In Gefahr und größter Not bringt der Mittelweg den Tod (1974) und Die verlorene Ehre der Katharina Blum (1975). Die Filmeditoren, bei denen Handorf in dieser frühen Phase ihrer Karriere assistieren und lernen konnte, sind Inez Regnier, Jane Seitz, Beate Mainka-Jellinghaus und Peter Przygodda – allesamt Meister ihres Fachs und prägende Persönlichkeiten des Neuen Deutschen Films.
In den 1970er Jahren wirkte Handorf zudem bei einigen Kinospielfilmen als Script/Continuity mit. Bei Die verlorene Ehre der Katharina Blum und Paule Pauländer wurde sie sogar gleichzeitig als Script/Continuity und als Schnittassistentin verpflichtet; eine Doppelrolle, die sie später nicht mehr ausfüllte. Nur bei dem 1981 erschienenen Film Der Neger Erwin von Herbert Achternbusch taucht sie noch mal in mehreren Funktionen gleichzeitig auf: als Editorin, Regieassistentin und Script/Continuity – nicht untypisch für die meist mit kleinem Stab und noch kleinerem Budget gedrehten Achternbusch-Produktionen.

### Frühe Karriere als Editorin (1976–1990)
Der erste Langfilm, den Heidi Handorf als eigenverantwortliche Editorin montierte, war die von Bernd Eichinger produzierte Fernsehkomödie Ich heiß' Marianne, und Du...? (1976), bei der Uschi Reich Regie führte. Für die beliebte Kinderserie Neues aus Uhlenbusch (Regie: Rainer Boldt) schnitt sie ab 1977 acht der insgesamt vierzig Folgen, sowie eine Kinoadaption: Ich hatte einen Traum (1980).

#### Filme von Edgar Reitz
Handorf hatte bereits sieben Langfilme geschnitten, als Edgar Reitz sie im Herbst 1980 für die Montage seines Dokumentarfilms Geschichten aus den Hunsrückdörfern in jenes Kernteam holte, welches bald darauf mit den Dreharbeiten zu dem aufwendigen TV-Epos Heimat beginnen würde. Reitz und sein Ko-Autor Peter Steinbach hatten bei ihren Recherchen in der Region um Woppenroth viele Lebensgeschichten und Bräuche der alteingesessenen Hunsrücker Bevölkerung aufgezeichnet, und somit reichhaltiges Material für eine Art Prolog zu der Heimat-Reihe gesammelt. Der ruhige und persönliche Dokumentarfilm weist bereits einige Gestaltungsmerkmale der späteren Heimat-Spielfilme auf, etwa die Mischung aus schwarzweißen und farbigen Passagen. Die einzelnen Szenen wurden von Reitz und Handorf nicht chronologisch abgehandelt, sondern in einer Parallelmontage miteinander verwoben. Die Unterbrechung und Wiederaufnahme von Erzählsträngen erzeugt den Eindruck von Gleichzeitigkeit.
Die 11 Filme der ersten Heimat-Reihe, welche vom 30. April 1981 bis zum 31. Oktober 1982 gedreht wurden, stellen einen frühen Höhepunkt in Handorfs Laufbahn dar. Ab Juni 1981 hat sie parallel zu den Dreharbeiten vor Ort im Hunsrück geschnitten, unterstützt von sich abwechselnden Schnittassistentinnen. Danach folgte vom November 1982 bis Dezember 1983 ein weiteres Jahr Schnittarbeit mit Reitz in München, so dass Handorf mit dem über 15-stündigen Werk zweieinhalb Jahre lang beschäftigt war. Insgesamt waren bei den 282 Drehtagen 320 000 Meter 35-mm-Film belichtet worden, das ergab 195 Stunden Rohmaterial. In der Montage gestalteten Reitz und Handorf wesentliche Passagen anders, als sie im Drehbuch angelegt waren. So wurde die Zeitebene des Jahres 1980, die ursprünglich die Rahmenhandlung aller anderen Episoden bilden sollte, stattdessen zu einem Epilog umgebaut. Auch der Einsatz des Glasisch-Karl als Erzähler und Chronist des Dorfes war eine Idee die erst während des Schnitts entstand.
Die filmischen Qualitäten von Heimat – Eine deutsche Chronik führten dazu, dass die Reihe trotz ihrer Länge nicht nur im Fernsehen lief, sondern auch auf Filmfestivals und in Kinos gezeigt wurde. Heimat erhielt weltweit Auszeichnungen, unter anderem den Preis der Internationalen Filmkritik (FIPRESCI) bei den Filmfestspiele von Venedig 1984, die Goldene Kamera 1984, und den Adolf-Grimme-Preis 1985 und 1986. Auch die Montage fand international Anerkennung. Sie wurde als „subtil und eindringlich“ beschrieben, und ihr stilistischer Wandel im Laufe der 11 Filme als sinnbildlich für den langsamen Niedergang der Heimat verstanden: „Die meditativen, poetischen Qualitäten der ersten Episoden werden allmählich durch einen mehr grellen, rauen und disharmonischen Filmstil ersetzt, der die kommende Zerstörung der Heimat ankündigt.“

#### Filme von Reinhard Hauff
Auch Heidi Handorfs zweite wichtige Kreativpartnerschaft der 1980er Jahre begann mit einem Dokumentarfilm: Unmittelbar nach Heimat montierte sie Zehn Tage in Calcutta, den ersten Film von Regisseur Reinhard Hauff, bei dem sie für den Schnitt verantwortlich war. Zuvor hatte sie bei drei seiner Spielfilme als Schnittassistentin oder Script/Continuity mitgewirkt. Das Porträt des bengalisch-indischem Regisseurs Mrinal Sen, den Hauff während Straßenspaziergängen, zwischen Menschenmassen, bei Freunden, oder an seinem Filmset interviewte, ist der dritte und letzte Dokumentarfilm in Handorfs Filmografie.
Handorfs Zusammenarbeit mit Hauff setzte sich bei Stammheim fort, einem der wichtigsten und umstrittensten Filme des bundesrepublikanischen Kinos in den 1980er Jahren. Das beklemmende Kammerspiel über den Stammheim-Prozess gegen die Anführer der ersten RAF-Generation hält sich eng an die von dem Journalisten und Drehbuchautor Stefan Aust aufgedeckten Gerichtsprotokolle, unternimmt aber nicht den Versuch, im Stile eines Dokudramas die historischen Personen möglichst Typ-getreu zu besetzen. Hauffs künstlerischer Ansatz, ohne gesellschaftspolitische Einordnung oder eigene Wertung die gegensätzlichen Sprachwelten der Baader-Meinhof-Gruppe und der staatlichen Juristen in hoher Verdichtung aufeinander prallen zu lassen, polarisierte Zuschauer und Kritiker. Auch die Berlinale-Jury, die dem Film 1986 den Goldenen Bären verlieh, war tief gespalten: Jury-Präsidentin Gina Lollobrigida brach bei der Preisverleihung ihre Schweigepflicht, um öffentlich gegen die Entscheidung zu protestieren.
Der nächste Kinospielfilm, den Handorf für Hauff montierte, war Blauäugig, für dessen Handlung Kindesraub und Zwangsadoptionen der argentinischen Militärdiktatur den Hintergrund bilden. Blauäugig erhielt 1989 bei den Filmfestspielen in Venedig den UNICEF-Preis. 1990 folgte der dreiteilige TV-Thriller Mit den Clowns kamen die Tränen, nach einer Vorlage von Johannes Mario Simmel. Dies war Handorfs letztes Projekt mit Reinhard Hauff, der anschließend seine Regiekarriere beendete, um sich der Leitung der Deutschen Film- und Fernsehakademie Berlin (dffb) zu widmen.

#### Weitere Filme der 1980er Jahre
Neben den Projekten von Reitz und Hauff montierte Heidi Handorf in den 1980ern auch Kinospielfilme von Florian Furtwängler (Tommaso Blu) und Vadim Glowna (Des Teufels Paradies). Mit dem Regisseur Wolfgang Glück arbeitete sie an 38 – Auch das war Wien, der 1987 als österreichischer Beitrag für den Oscar/Bester fremdsprachiger Film nominiert war. Ein weiteres internationales Projekt war die 4-teilige TV-Miniserie Hemingway von Regisseur Bernhard Sinkel, wo Handorf für den Schnitt der europäischen Fassung verantwortlich war, während Filmeditor John Carter die amerikanische Fassung montierte.

### Spätere Karriere als Editorin (1991–2014)
Ab den 1990er Jahren arbeitete Heidi Handorf fast ausschließlich an Fernsehspielfilmen und Serien. An drei Kinofilmen war sie noch beteiligt: Für Der Kinoerzähler (Regie: Bernhard Sinkel) wurde sie 1993 für den Deutschen Kamerapreis nominiert, in der Kategorie Bester Schnitt Kinofilm. Im selben Jahr erstellte sie für Peter Sehrs Kaspar Hauser-Verfilmung die 139-minütige Kinofassung, nachdem zunächst ihre Kollegin Susanne Hartmann eine wesentlich längere Fassung geschnitten hatte, welche schließlich als 180-minütiger TV-Zweiteiler gesendet wurde. Gegenüber der Fernsehversion wies die von Handorf komplett neu montierte Kinoversion eine andere Gewichtung und einen anderen Rhythmus auf. Diese Fassung gewann 1994 das Filmband in Gold des Deutschen Filmpreises. Auch bei ihrem letzten Kinofilm, der 1997 erschienenen deutsch-französischen Koproduktion Obsession, arbeitete Handorf mit dem Regisseur Peter Sehr zusammen.

#### Filme von Matti Geschonneck und Oliver Storz
1994 begann für Heidi Handorf eine sehr produktive Partnerschaft mit dem Regisseur Matti Geschonneck. Den Auftakt bildete das 45-minütige Fernsehspiel Der gute Merbach; bis 2002 folgten neun weitere abendfüllende TV-Spielfilme. Hervorzuheben sind Angst hat eine kalte Hand (1995) und Ein mörderischer Plan (2000), für die Handorf jeweils für den Deutschen Kamerapreis in der Kategorie Bester Schnitt Fernsehfilm nominiert war. Auch der Psychothriller Der Mörder und sein Kind (1995) wurde ausgezeichnet: Ulrich Tukur gewann für seine Darstellung eines unscheinbaren Triebtäters die Goldene Kamera. Die letzte gemeinsame Arbeit war Die Mutter, für die Matti Geschonneck 2003 den Bayerischen Fernsehpreises für die beste Regie erhielt.
Mit Regisseur Oliver Storz hatte Handorf bereits 1988 den TV-Spielfilm Ein naheliegender Mord geschnitten. In den 2000er Jahren folgten dann drei weitere Produktionen: 2003 erschien der mehrfach ausgezeichnete TV-Zweiteiler Im Schatten der Macht, welcher die letzten zwei Wochen von Willy Brandts Kanzlerschaft und seinem Rücktritt infolge der Guillaume-Affäre aufbereitet. Der Spielfilm hält sich teilweise an die historischen Tatsachen, flicht aber auch fiktive Handlungsstränge mit ein. Es folgten die Produktionen Drei Schwestern – Made in Germany (2005) und Die Frau, die im Wald verschwand (2009), welche zugleich die letzten Regiearbeiten von Oliver Storz sind, der 2011 verstarb.

#### Karriereausklang
Auch quer durch die 2000er Jahre blieb Heidi Handorf äußerst schaffensfroh; beispielsweise erschienen 2005 vier von ihr geschnittene Fernsehspiele, und 2010 sogar fünf. Dabei arbeitete sie weiterhin mit einer Reihe namhafter Regisseure zusammen, z. B. Dieter Wedel, für dessen 6-teilige TV-Miniserie Die Affäre Semmeling sie 2002 zwei Folgen montierte; Volker Schlöndorff, dessen Theater-Adaption Enigma – Eine uneingestandene Liebe sie 2005 schnitt; und Kai Wessel, an dessen zweiteiligem Kriegsvertreibungsdrama Die Flucht sie 2007 zusammen mit Ko-Editoren Carsten Eder und Tina Freitag beteiligt war. Erwähnenswert aus dieser Phase sind auch der ebenfalls vom Kriegsende handelnde Spielfilm In einem anderen Leben (2005, Regie: Manuel Siebenmann) der das Schicksal einer dem KZ entkommenen Sinti-Frau erzählt; sowie der zweiteilige SAT1-Eventfilm Miss Texas (2005, Regie: Ute Wieland), über eine deutsche Fotojournalistin, die sich in einen Texaner Cowboy verliebt.
Gegen Ende ihrer Laufbahn arbeitete Heidi Handorf hauptsächlich an Liebesfilmen und Komödien (mehrfach mit Regisseur Dietmar Klein), sowie Episoden beliebter TV-Reihen wie Lilly Schönauer, und Serien wie Samt und Seide, Alles Klara oder Forsthaus Falkenau. Ihr letzter Film war 2014 die Komödie Meine Mutter, meine Männer (Regie: Karola Hattop).

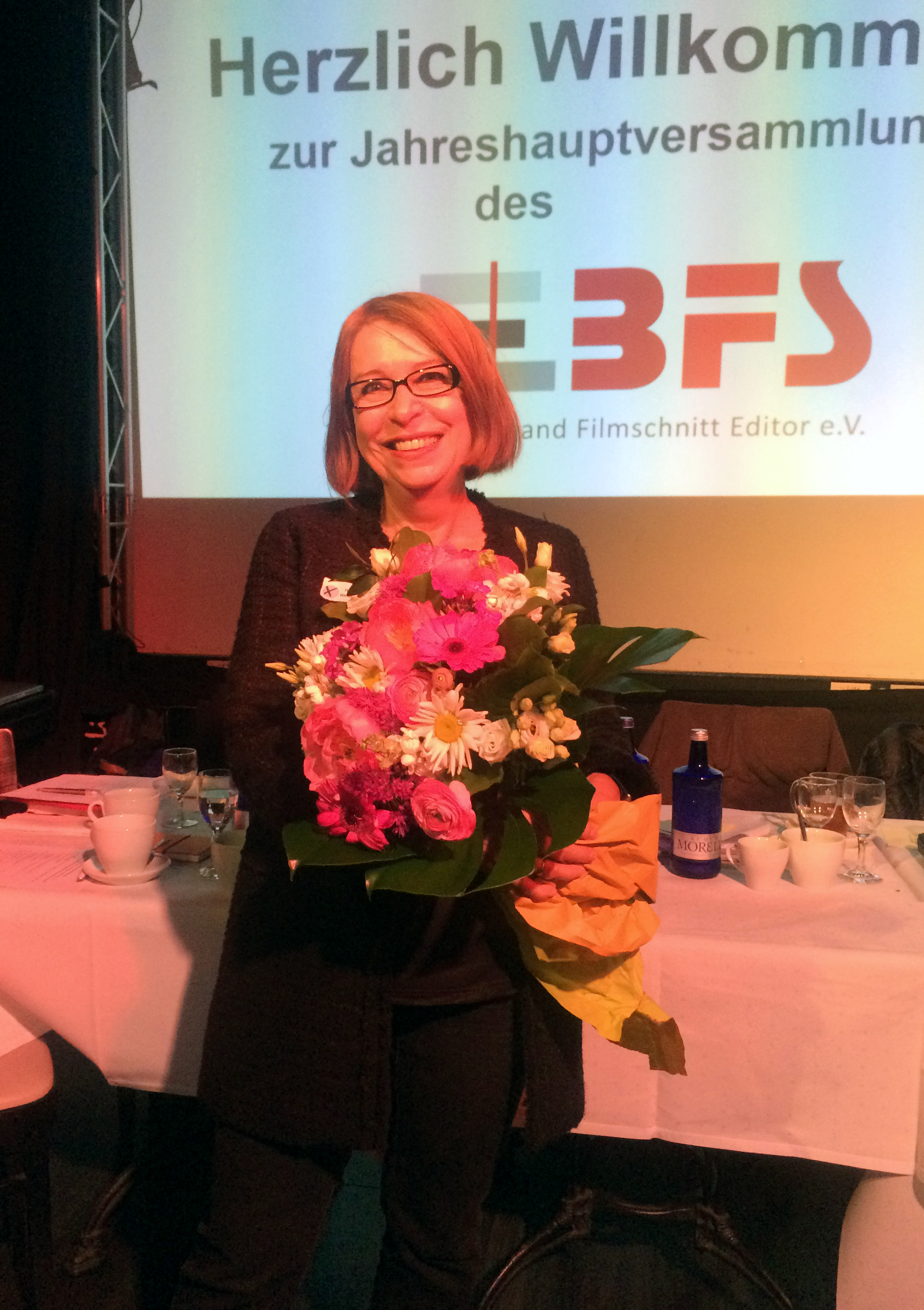
Heidi Handorf am 6. Mai 2017 als neues Ehrenmitglied des BFS

### Berufsverband
Heidi Handorf ist Mitglied im Bundesverband Filmschnitt Editor e. V. (BFS), dem sie bereits 1984 in dessen Gründungsjahr beitrat. Von 2006 bis 2008 wirkte sie im Vorstand mit. Im Mai 2017 wurde sie zum Ehrenmitglied des Verbandes gekürt.

### Familie
Heidis 11 Jahre jüngerer Bruder Klaus Handorf ist ebenfalls ein Editor, mit Schwerpunkt Fernsehserien. Ganz am Anfang seiner Karriere war er an den Dreharbeiten zu Heimat – Eine deutsche Chronik als einer von mehreren Aufnahmeleitern beteiligt.

## Auszeichnungen
- 1993: Der Kinoerzähler – nominiert für den Deutschen Kamerapreis/Bester Schnitt
- 1995: Angst hat eine kalte Hand – nominiert für den Deutschen Kamerapreis/Bester Schnitt
- 2001: Ein mörderischer Plan – nominiert für den Deutschen Kamerapreis/Bester Schnitt
- 2019: Schnitt-Preis – Ehrenpreis[20]

## Filmografie

### Als Schnittassistentin
- 1974: Die Verrohung des Franz Blum (Kinospielfilm) – Schnitt: Jane Seitz / Regie: Reinhard Hauff
- 1974: In Gefahr und größter Not bringt der Mittelweg den Tod (Kinospielfilm) – Schnitt: Beate Mainka-Jellinghaus / Regie: Alexander Kluge, Edgar Reitz
- 1975: Münchner Geschichten (TV-Serie, Folge 8 + 9) – Schnitt: Inez Regnier / Regie: Helmut Dietl
- 1975: Die verlorene Ehre der Katharina Blum (Kinospielfilm) – Schnitt: Peter Przygodda / Regie: Volker Schlöndorff, Margarethe von Trotta
- 1976: Paule Pauländer (Kinospielfilm) – Schnitt: Inez Regnier / Regie: Reinhard Hauff

### Als Script/Continuity
- 1975: Die verlorene Ehre der Katharina Blum (Kinospielfilm) – Regie: Volker Schlöndorff, Margarethe von Trotta
- 1976: Paule Pauländer (Kinospielfilm) – Regie: Reinhard Hauff
- 1977: Der Hauptdarsteller (Kinospielfilm) – Regie: Reinhard Hauff
- 1978: Der junge Mönch (Kinospielfilm) – Regie: Herbert Achternbusch
- 1981: Der Neger Erwin (Kinospielfilm) – auch Regieassistenz / Regie: Herbert Achternbusch

### Als Filmeditorin
- 1976: Ich heiß' Marianne, und Du...? (TV-Spielfilm) – Regie: Uschi Reich
- 1977: Herr Selinger geht zu weit (TV-Spielfilm) – Regie: Bernd Fiedler
- 1977–1982: Neues aus Uhlenbusch (TV-Serie, 8 Folgen) – Regie: Rainer Boldt
- 1978: Liebe und Abenteuer (Kinospielfilm) – Regie: Gisela Stelly
- 1979: Der Komantsche (Kinospielfilm) – Regie: Herbert Achternbusch
- 1979: Die langen Ferien der Lotte H. Eisner (Dokumentarfilm) – Regie: Sohrab Shahid Saless
- 1979–1980: Der ganz normale Wahnsinn (TV-Serie, Folge 6 + 9) – Regie: Franz Geiger
- 1980: Ich hatte einen Traum (Kinospielfilm) – Regie: Rainer Boldt
- 1981: Der Neger Erwin (Kinospielfilm) – Regie: Herbert Achternbusch
- 1981: Geschichten aus den Hunsrückdörfern (Dokumentarfilm) – Regie: Edgar Reitz
- 1984: Heimat – Eine deutsche Chronik (11-teilige TV-Miniserie) – Regie: Edgar Reitz
- 1984: Zehn Tage in Calcutta (Dokumentarfilm) – Regie: Reinhard Hauff
- 1986: Stammheim (Kinospielfilm) – Regie: Reinhard Hauff
- 1986: 38 – Auch das war Wien (Kinospielfilm) – Regie: Wolfgang Glück
- 1986: Tommaso Blu (Kinospielfilm) – Regie: Florian Furtwängler
- 1987: Des Teufels Paradies (Kinospielfilm) – Regie: Vadim Glowna
- 1988: Ein naheliegender Mord (TV-Spielfilm) – Regie: Oliver Storz
- 1989: Hemingway (4-teilige TV-Miniserie, europäische Fassung) – Regie: Bernhard Sinkel
- 1989: Blauäugig (Kinospielfilm) – Regie: Reinhard Hauff
- 1990: Mit den Clowns kamen die Tränen (3-teilige TV-Miniserie) – Regie: Reinhard Hauff
- 1991: Zu zweit geht alles besser (TV-Spielfilm) – Regie: Dagmar Damek
- 1991: Café de L’Union (TV-Spielfilm) – Regie: Dominikus Probst
- 1991: Fremde, liebe Fremde (TV-Spielfilm) – Regie: Jürgen Bretzinger
- 1991: Die Erbschaft (TV-Spielfilm) – Regie: Bertram von Boxberg
- 1993: Kaspar Hauser (Kinofassung) – Regie: Peter Sehr
- 1993: Der Kinoerzähler (Kinospielfilm) – Regie: Bernhard Sinkel
- 1994: Der gute Merbach (mittellanger TV-Spielfilm) – Regie: Matti Geschonneck
- 1994: Eine Mutter kämpft um ihren Sohn (TV-Spielfilm) – Regie: Károly Makk
- 1995: Wer Kollegen hat, braucht keine Feinde (TV-Spielfilm) – Regie: Martin Enlen
- 1995: Ich bin unschuldig – Ärztin im Zwielicht (TV-Spielfilm) – Regie: Frank Guthke
- 1995: Der Mörder und sein Kind (TV-Spielfilm) – Regie: Matti Geschonneck
- 1995: Angst hat eine kalte Hand (TV-Spielfilm) – Regie: Matti Geschonneck
- 1997: Angeschlagen (TV-Spielfilm) – Regie: Matti Geschonneck
- 1997: Obsession (Kinospielfilm) – Regie: Peter Sehr
- 1998: Der Rosenmörder (TV-Spielfilm) – Regie: Matti Geschonneck
- 1998: Reise in die Nacht (TV-Spielfilm) – Regie: Matti Geschonneck
- 1998: Stan Becker – Auf eigene Faust (TV-Reihe) – Regie: Frank Guthke
- 1999: Lupo und der Muezzin (TV-Spielfilm) – Regie: Dagmar Wagner
- 1999: Ganz unten, ganz oben (TV-Spielfilm) – Regie: Matti Geschonneck
- 1999: Comeback für Freddy Baker (TV-Spielfilm) – Regie: Matti Geschonneck
- 2000: Zerbrechliche Zeugin (TV-Spielfilm) – Regie: Ben Verbong
- 2000: Ein mörderischer Plan (TV-Spielfilm) – Regie: Matti Geschonneck
- 2001: Dich schickt der Himmel (TV-Spielfilm) – Regie: Ute Wieland
- 2001: Allein unter Männern (TV-Spielfilm) – Regie: Angeliki Antoniou
- 2002: Die Affäre Semmeling (6-teilige TV-Miniserie, Folge 2 + 4) – Regie: Dieter Wedel
- 2002: Ich schenk dir einen Seitensprung (TV-Spielfilm) – Regie: Dominikus Probst
- 2002: Die Mutter (TV-Spielfilm) – Regie: Matti Geschonneck
- 2003: Im Schatten der Macht (zweiteiliger TV-Spielfilm) – Regie: Oliver Storz
- 2004–2005: Samt und Seide (TV-Serie, 5. Staffel, 20 Folgen) – Regie: Sebastian Monk
- 2005: Miss Texas (zweiteiliger TV-Spielfilm) – Regie: Ute Wieland
- 2005: In einem anderen Leben (TV-Spielfilm) – Regie: Manuel Siebenmann
- 2005: Enigma – Eine uneingestandene Liebe (TV-Spielfilm) – Regie: Volker Schlöndorff
- 2005: Drei Schwestern – Made in Germany (TV-Spielfilm) – Regie: Oliver Storz
- 2006: Polizeiruf 110: Bis dass der Tod Euch scheidet (TV-Reihe) – Regie: Elsa Kern
- 2007: Die Flucht (zweiteiliger TV-Spielfilm) – Ko-Editoren: Carsten Eder, Tina Freitag / Regie: Kai Wessel
- 2007: Die großen und die kleinen Wünsche – David gegen Goliath (TV-Reihe) – Regie: Ilse Hofmann
- 2007: Der Zauber des Regenbogens (TV-Spielfilm) – Regie: Dagmar Damek
- 2008: Freiwild – Ein Würzburg-Krimi (TV-Spielfilm) – Regie: Manuel Siebenmann
- 2009: Die Frau, die im Wald verschwand (TV-Spielfilm) – Regie: Oliver Storz
- 2010: Tulpen aus Amsterdam (TV-Spielfilm) – Regie: Ilse Hofmann
- 2010: Eine Sennerin zum Verlieben (TV-Spielfilm) – Regie: Dietmar Klein
- 2010: Liebe vergisst man nicht (TV-Spielfilm) – Regie: Matthias Tiefenbacher
- 2010: Lilly Schönauer – Wo die Liebe hinfällt (TV-Reihe) – Regie: Holger Barthel
- 2010: Lilly Schönauer – Liebe mit Hindernissen (TV-Reihe) – Regie: Martin Gies
- 2011: Hopfensommer (TV-Spielfilm) – Regie: Christian Wagner
- 2012: Ein Drilling kommt selten allein (TV-Spielfilm) – Regie: Dietmar Klein
- 2012: Pfarrer Braun: Ausgegeigt! (TV-Reihe) – Regie: Jürgen Bretzinger
- 2012: Lilly Schönauer – Liebe auf den zweiten Blick (TV-Reihe) – Regie: Peter Sämann
- 2012–2013: Heiter bis tödlich: Fuchs und Gans (TV-Serie, 4 Folgen) – Regie: Dietmar Klein
- 2013: Lilly Schönauer – Liebe mit Familienanschluss (TV-Reihe) – Regie: Karola Hattop
- 2013: Alles Klara (TV-Serie, 2. Staffel, 6 Folgen) – Regie: Thomas Freundner
- 2013: Forsthaus Falkenau (TV-Serie, 24. Staffel, 7 Folgen) – Regie: Dominikus Probst
- 2014: Meine Mutter, meine Männer (TV-Spielfilm) – Regie: Karola Hattop